# Tupolev Tu-134
Dimensions
Le Tupolev Tu-134 (Code OTAN Crusty) est un avion civil biréacteur soviétique, similaire au Douglas DC-9 américain. Il était l'un des avions les plus utilisés par les pays du Pacte de Varsovie. Le nombre de ces aéronefs actuellement en service est en diminution à cause des normes de limitation des nuisances sonores ; le dernier vol commercial de cet avion a eu lieu le 22 mai 2019.
Le modèle a été en service à long terme dans quelque 42 pays, avec certaines compagnies aériennes européennes prévoyant jusqu'à 12 décollages et atterrissages quotidiens par avion. En plus du service régulier de passagers, il a également été utilisé dans différents rôles par différentes armées de l'air, pour la formation des pilotes ; et pour des projets de recherche et tests aéronautiques. Au cours des dernières années, un certain nombre de Tu-134 ont été convertis pour être utilisés comme transports VIP et jets d'affaires. Un total de 852 Tu-134 ont été construits de toutes les versions (y compris des exemplaires de banc d'essai) avec Aeroflot comme plus grand utilisateur ; En 1995, le Tu-134 avait transporté 360 millions de passagers pour cette compagnie.
En juillet 2019, il reste deux appareils en service pour le transport de passagers, tous deux exploités par la compagnie nord-coréenne Air Koryo.

## Histoire
À la suite de l'introduction de moteurs montés sur pylônes sur le fuselage arrière par le Français Sud-Aviation avec la Caravelle, les fabricants d'avions de ligne à travers le monde se sont précipités pour adopter la nouvelle configuration. Ses avantages sont un écoulement d'air plus propre sur les ailes exemptes de nacelles et pylônes et bruit en cabine diminué. Par contre, placer de lourds moteurs à l'arrière créé des difficultés avec l'emplacement du centre de gravité par rapport au centre de poussée, qui était au niveau des ailes. Pour faire de la place pour les moteurs, l'empennage a dû être déplacé sur la queue, qui devait être plus forte et donc plus lourde, ce qui aggrave encore la disposition de la "queue-lourde".
Lors d'une visite de 1960 à la France, le dirigeant soviétique Nikita Khrouchtchev a été tellement impressionné par le calme de la cabine de la Caravelle, que le 1er août 1960, l'OKB Tupolev a reçu une directive officielle pour créer le Tu-124A avec une disposition similaire des moteurs. L'exigence a également été motivée par la nécessité de remplacer le lent, et vieillissant Il-14 à moteur à pistons sur les lignes intérieures. En 1961, la compagnie aérienne soviétique d'État, Aeroflot, a mis à jour ses spécifications afin d'augmenter la charge utile et la capacité en passagers.
Le premier prototype Tu-124A, SSSR-45075, a effectué son premier vol le 29 juillet 1963. Puis, le 22 octobre 1963, le prototype britannique BAC One-Eleven, qui avait une disposition similaire, s'est écrasé avec la perte de tout l'équipage (en), lors d'un test des propriétés de décrochage de l'avion. L'avion était entré en cabré : le stabilisateur surélevé est resté pris dans le sillage turbulent produit par les ailes (deep stall), qui ont empêché la récupération du décrochage. En conséquence, l'empennage sur Tu-124A a été agrandi de 30 % pour une plus grande efficacité de contrôle. 
Les moteurs au début de la productionTu-134 n'avaient pas d'inverseur de poussée, ce qui fit que l'avion était l'un des rares avions de ligne à utiliser un parachute de freinage pour l'atterrissage. La majorité de l'électronique embarquée fonctionne sur courant continu. La ligne des premiers avions de ligne soviétiques était dérivée directement du bombardier stratégique Tupolev Tu-16. Le Tu-134 avait un nez de verre pour le navigateur, et un train d'atterrissage équipé de pneus basse pression afin de permettre son roulement sur des aérodromes sans revêtement.
La production de série de l'appareil débuta en 1966 pour se terminer en 1984 après la construction de 852 exemplaires. En juillet 2011, 104 appareils étaient encore en service. À l'origine, l'avion avait 56 sièges dans une configuration de classe unique, ou 50 sièges dans une configuration deux classes.
En 1968, Tupolev a commencé à travailler sur une version améliorée Tu-134 avec une capacité de 72 places avec un groupe auxiliaire de puissance dans la queue. En conséquence, la portée maximale a été réduite de 3 100 à 2 770 kilomètres. Les moteurs Soloviev D-30 mis à niveau avec dorénavant un inverseur de poussée, remplaçant le parachute encombrant. Le premier Tu-134A, converti à partir d'un Tu-134 de production, a effectué son premier vol le 22 avril 1969 et son premier vol commercial le 9 novembre 1970. Une version améliorée, le Tu-134B a été mise en production en 1980, avec la position du navigateur finalement abandonnée, et le nombre de places a été augmenté à 96 sièges. On a commencé ensuite développer un Tu-134D avec une poussée accrue du moteur, mais le projet a été annulé.
L'appareil connut un grand nombre d'accidents puisque 72 appareils furent détruits,,.

## Histoire opérationnelle
En septembre 1967, le Tu-134 a effectué son premier vol régulier de Moscou à Adler. Le Tu-134 est le premier avion de ligne soviétique à recevoir la certification internationale de l'Organisation internationale de l'aviation civile, qui lui a permis d'être utilisé sur les lignes internationales. Grâce à cette certification, Aeroflot a utilisé la plupart de ses Tu-134S sur les lignes internationales. En 1968, les premiers clients à l'exportation, Interflug en Allemagne de l'Est et LOT Polish Airlines ont acheté le Tu-134. Au printemps 1969, le Tu-134 a été présenté au salon aéronautique de Paris. 
À partir de 1972, Aeroflot a commencé à placer le Tu-134 dans le service domestique à Bakou, Erevan, Kyïv, Chisinau, Krasnodar, Leningrad, Omsk, Riga, et Sotchi à partir de l'aéroport de Moscou-Cheremetievo.
Dans ses premières années, le Tu-134 a développé une réputation de fiabilité et d'efficacité, surtout en comparaison avec les conceptions soviétiques précédentes. Cependant, après l'établissement de normes de bruit plus sévères dans les règlements de l'OACI en 2002, le Tu-134 a été interdit dans la plupart des aéroports occidentaux européens à cause de son niveau élevé de bruit. Début 2006, 245 Tu-134 étaient toujours en activité, dont 162 en Russie. Cependant, après un accident mortel de mars 2007, et à l'instigation du ministre russe des Transports Igor Levitin (en), Aeroflot a annoncé qu'il serait retiré de sa flotte, et le dernier Tu-134 a été retiré du service le 1er janvier 2008. Cependant, certains sont encore dans les opérations dans des filiales d'Aeroflot sur les lignes locales en Russie. Le Tu-134 a également trouvé une nouvelle vie comme un jet d'affaires beaucoup ayant un intérieur coûteux installé. Les coûts élevés du carburant et de l'entretien vont de plus en plus limiter le nombre utilisé.
En juin 2011, en réponse à l'accident du Vol 9605 de RusAir qui a abouti à 47 morts, le président russe Dmitri Medvedev a ordonné la préparation de retrait du Tu-134 d'ici 2012.
Beaucoup de Tu-134S ont été conservés comme monuments commémoratifs dans les aéroports dans l'ex-Union soviétique.

## Variantes

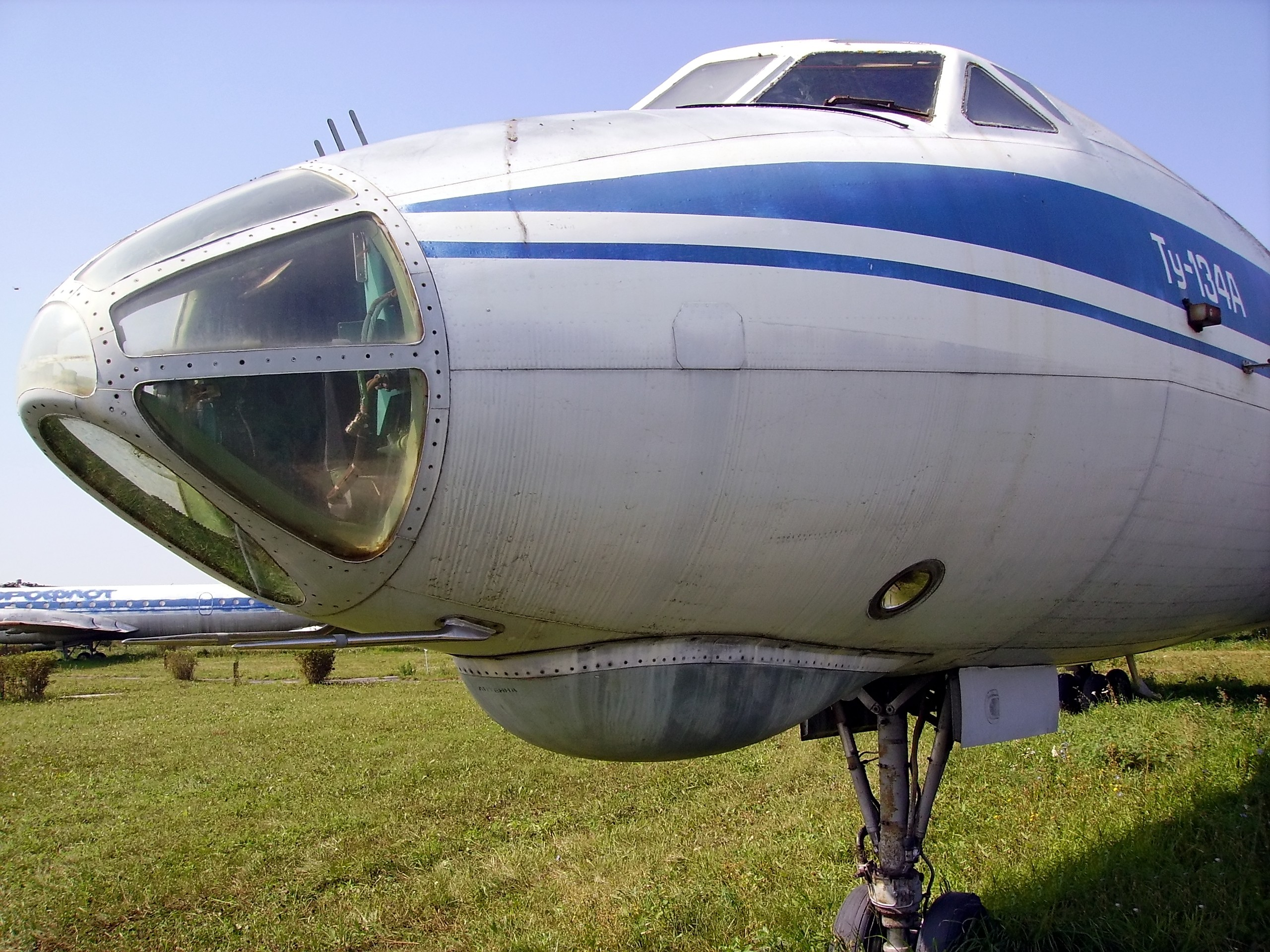
Tupolev Tu-134A avec son radar et son nez vitré.

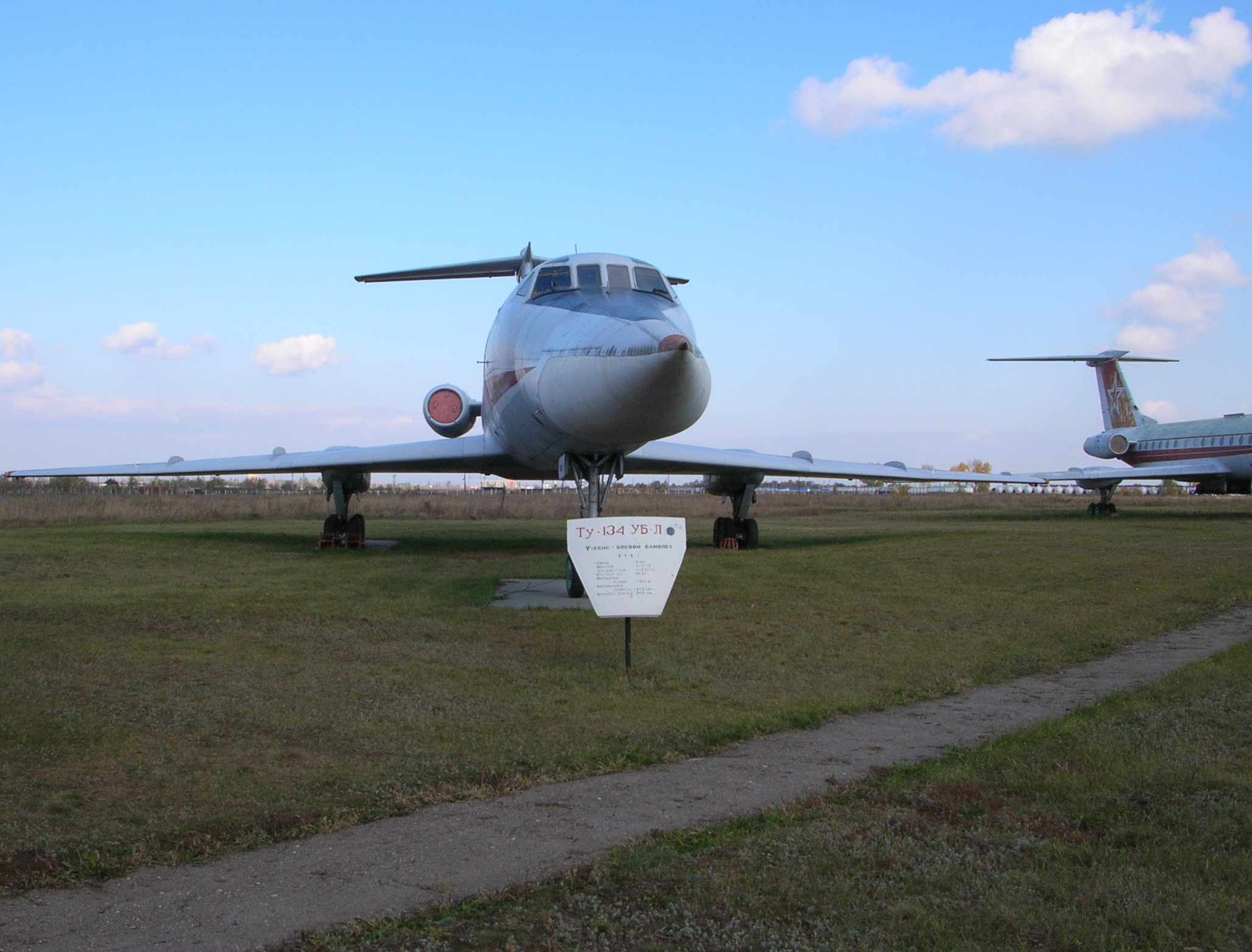
Tu-134 UBL

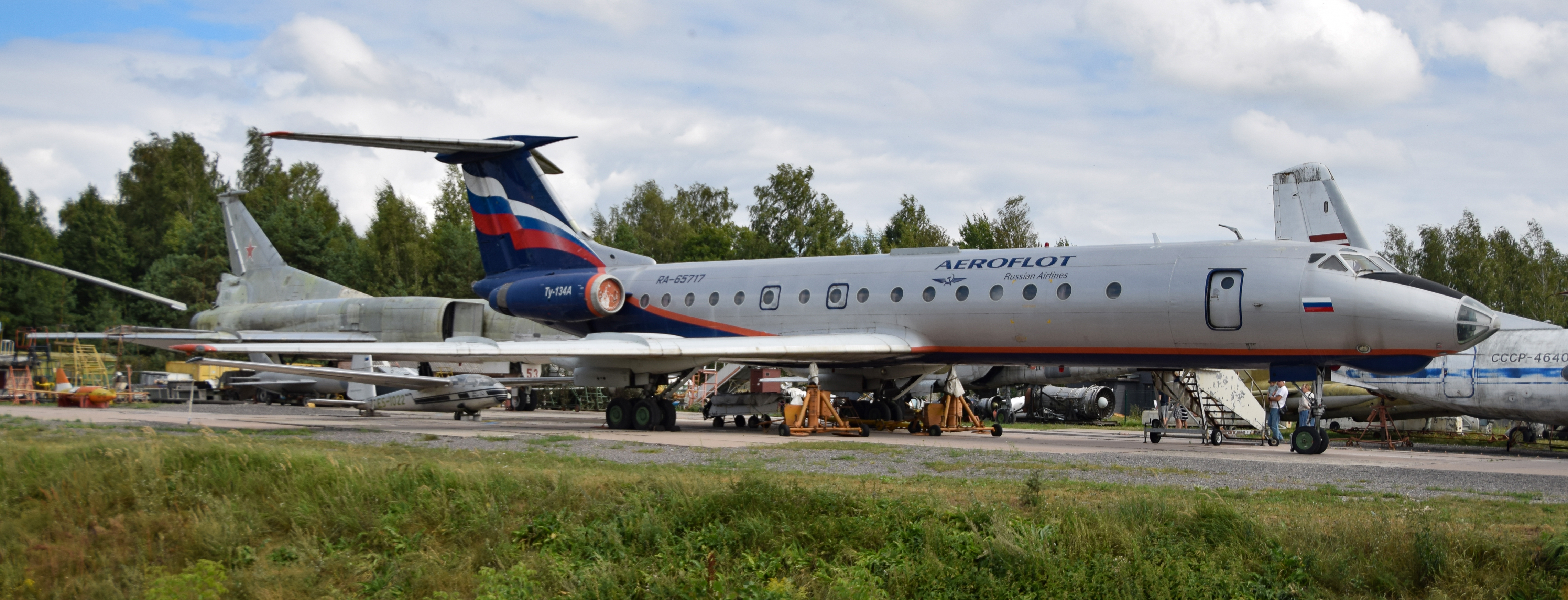
Tu-134A-3

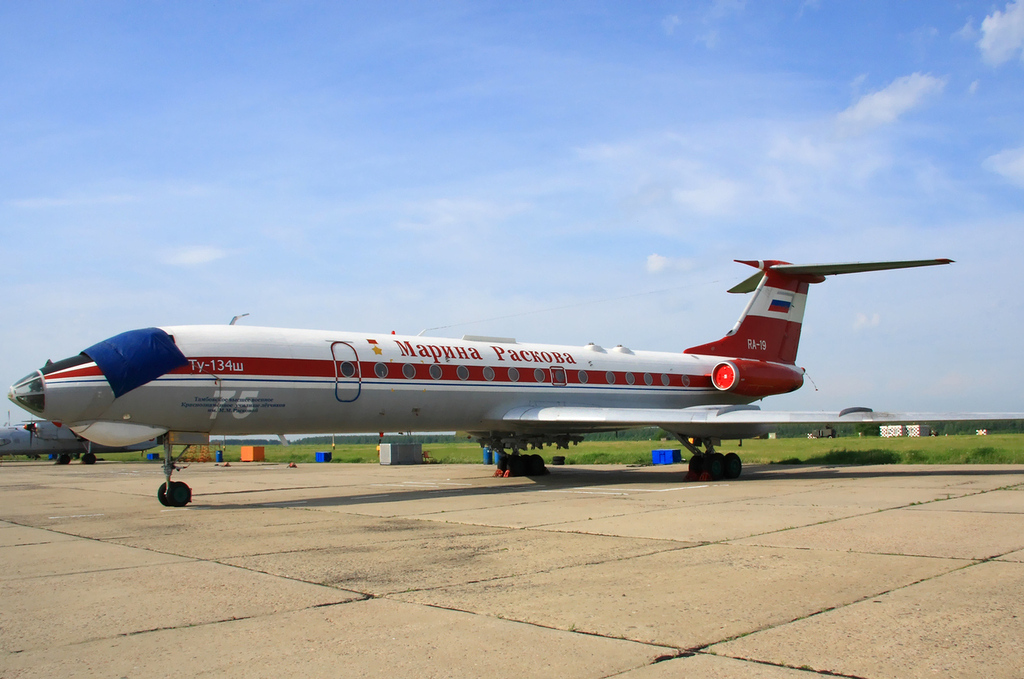
Tu-134BSh "Marina Raskova" sur le tarmac de la base aérienne de Tambov.

Tu-134
La version avec le nez vitré. La première série avait une capacité de 64 passagers, capacité qui fut par la suite augmentée à 72. La désignation d'origine était Tu-124A.
Tu-134A
Seconde version avec des moteurs plus puissants, une avionique améliorée et une capacité de 84 passagers. Toutes les variantes A ont été construites avec le nez distinctif vitré et le dôme radar sous l'avant de l'appareil, mais quelques-uns furent modifiés au standard B avec le radar placé dans le radôme de nez.
Tu-134A-2
Le nez vitré a été remplacé.
Tu-134A-3
Seconde série, équipée de deux moteurs plus puissants, des turboréacteurs à double flux Soloviev D-30.
Tu-134A-5
Version la plus récente.
Tu-134B
Seconde série, 80 sièges, le radar est placé dans le radôme de nez supprimant ainsi le nez vitré. Quelques modèles B ont des réservoirs de carburant adaptés sous le fuselage pour accroître leur rayon opérationnel. Ils sont alors visibles sous la forme d'un bulbe important.
Tu-134B-1
Tu-134B-3
Pouvant accueillir jusque 96 passagers.

### Avions modifiés
En plus des versions de transport produites en série, des Tu-134 ont été modifiés pour les besoins des programmes spatiaux et militaires.
Tu-134BV
Modèle de travail pour la navette spatiale russe Buran.
Tu-134LK
Version d’entraînement pour les cosmonautes.
Tu-134UBL
Avion d’entraînement pour les équipages des bombardiers supersoniques Tupolev Tu-160 Blackjack
Tu-134BSh
Version équipée du radar du Tu-22M dans le nez, pour l’entraînement à la navigation.
Tu-134SKh
Version pour la collecte d'informations.

## Accidents et incidents
Quelque 69 Tu-134 ont été détruits dans des accidents et des conflits.
| Date              | Immatriculation        | Lieu du crash                               | Morts/passagers | Description |
| ----------------- | ---------------------- | ------------------------------------------- | --------------- | --- |
| 14 janvier 1966   | СССР-45076             | Près de la base aérienne Chkalovskii        | 8/8             | Crash du second prototype pendant les essais en vol. |
| 23 mai 1971       | YU-AHZ                 | près de Rijeka, Croatie                     | 78/83           | Le vol 130 d'Aviogenex s'est écrasé en approche de l'aéroport de Rijeka situé sur l'île de Krk ; atterrissage brutal dans de mauvaises conditions météorologiques,. |
| 16 septembre 1971 | HA-LBD                 | Kiev, Ukraine                               | 49/49           | Le vol 110 de Malev Airlines s'est écrasé près de l'aéroport international Boryspil - Kiev dans le mauvais temps. Après deux approches manquées, une panne de générateur a obligé l'équipage à passer sur batteries. |
| 30 juin 1974      | СССР-65668             | Amman                                       | 7+2/84          | Échec du décollage, l'appareil s'est écrasé dans les bâtiments. |
| 9 janvier 1976    | DM-SCD                 | Leipzig                                     | 27/34           | Le pilote a omis de vérifier le taux de descente, s’écrase à l'atterrissage. Plus tard, il a été condamné à 5 ans de prison pour négligence. Les autres membres d'équipage ont été condamnés à trois ans. |
| 10 juillet 1977   | CCCP-65639             | Helsinki (hijacking)                        | 0/74            | Gennadi Sheludko et Alexandr Zagirnyak ont tenté de détourner un vol régulier de Petrozavodsk à Leningrad vers la Suède. L'avion a finalement atterri à Helsinki. Les pirates de l'air se sont rendus le lendemain et ont été extradés vers l'Union soviétique. |
| 16 mars 1978      | LZ-TUB (en)            | près de Sofia, Bulgarie                     | 73/73           | le vol de Balkan Bulgarian Airlines s'est écrasé lors de la montée à partir de l'aéroport de Sofia, près du village de Gabare, Bulgarie. |
| 22 mai 1979       | 65301                  | près de Liepāja                             | 4/5             | L'avion surchargé a manqué son atterrissage par mauvais temps. |
| 11 août 1979      | СССР-65816, СССР-65735 | près de Dniprodzerjynsk, Ukraine            | 96/96 + 84/84   | Deux Tu-134S Aeroflot sont entrés en collision près de Dneprodzerzhinsk, Ukraine. |
| 17 juin 1982      | CCCP-65687             | Severomorsk, Russia                         | 18/19           | Un avion de test du gouvernement soviétique s'est écrasé à l'atterrissage. Le pilote avait ignoré les avertissements de descente trop rapide, il est entré en collision avec la tour de radio. |
| 30 août 1983      | CCCP-65129             | Almaty                                      | 90/90           | Le pilote a ignoré l'altimètre, crash du Vol Aeroflot no 5463 à l'atterrissage. |
| 18 novembre 1983  | CCCP-65807 (en)        | Tbilissi                                    | 8/NA            | Échec de détournement : avion détruit lorsque les commandos ont pris d'assaut le cockpit. |
| 10 janvier 1984   | LZ-TUR                 | Sofia, Bulgaria                             | 50/50           | Le Tupolev Tu-134 de Balkan Bulgarian Airlines s'est écrasé en approche de l'aéroport de Sofia. |
| 1er février 1985  | CCCP-65910             | Minsk, Biélorussie                          | 58/80           | L'équipage n'a pas réussi à dégivrer les ailes avant le décollage, causant un accident. |
| 3 mai 1985        | CCCP-65856             | près de Lviv                                | 15+ 79/79       | Collision en vol avec un An-26 militaire. |
| 2 juillet 1986    | CCCP-65120             | Syktyvkar, Russia                           | 54/94           | Un incendie incontrôlé dans la soute arrière a conduit à un accident du Vol Aeroflot 2306. |
| 19 octobre 1986   | C9-CAA                 | Mbuzini, Afrique du Sud                     | 34/44           | Le jet présidentiel mozambicain s'écrase en approche pendant un orage à cause d'une panne du GPWS. |
| 20 octobre 1986   | CCCP-65766             | Kouïbychev (oblast de Novossibirsk), Russia | 70/94           | Un atterrissage très dur du vol 6502 Aeroflot a causé l'effondrement du train d'atterrissage. L'avion s'est brisé en plusieurs morceaux. Le pilote a été condamné à six ans de prison. |
| 12 décembre 1986  | CCCP-65795             | Berlin, Allemagne de l'Est                  | 72/82           | Après avoir été autorisé à atterrir sur la piste 25L à l'aéroport de Schönefeld, le vol Aeroflot de Minsk a commencé l'approche de la piste 25R bien qu'elle fût fermée pour travaux. Alors qu'il essayait de passer à la bonne piste, l'avion a heurté des arbres et s'est écrasé. |
| 27 février 1988   | CCCP-65675             | Sourgout, Russia                            | 20/51           | Erreur de l'équipage lors de la transition de l'ILS approche visuelle atterrissage, l'avion s'écrase à la droite de la piste. |
| 9 septembre 1988  | VN-A102                | Bangkok, Thaïlande                          | 76/90           | Le vol Vietnam Airlines 831 s'est écrasé alors qu'il tentait une approche ILS par mauvais temps, lorsque le capitaine n'a pas réussi à exécuter une interruption d'approche à l'altitude de décision. |
| 13 janvier 1990   | CCCP-65951             | Pervoouralsk, Russia                        | 27/72           | Un incendie dans la soute a entraîné un atterrissage d'urgence. |
| 27 août 1992      | CCCP-65058             | Ivanovo, Russia                             | 84/84           | L'avion s'est écrasé en fin de piste en tentant approche ILS. |
| 21 septembre 1993 | CCCP-65893             | Soukhoumi, Georgia                          | 27/27           | En septembre 1993, trois avions Transair Georgia ont été abattus en Abkhazie. |
| 9 septembre 1994  | CCCP-65976             | Zhukovsky, Moscow Oblast, Russia            | 7/7             | Collision en vol avec des bombardiers Tu-25M pendant un vol de formation. |
| 24 juin 1995      | CCCP-65617             | Lagos,Nigeria                               | 16/80           | Dépassement de la piste sous une pluie torrentielle. |
| 5 décembre 1995   | 4K-65703               | Nakhichevan, Azerbaïdjan                    | 44/82           | Une erreur de maintenance a conduit à une double panne moteur quand le vol 56 d'Azerbaïdjan Airlines a décollé, provoquant l'accident. |
| 3 September 1997  | VN-A120                | Phnom Penh, Cambodge                        | 65/66           | Le vol Vietnam Airlines 815 est descendu en dessous de sa trajectoire d'approche, sur une approche de non-précision. Bien que les autres membres de l'équipage l'aient averti que l'engin était trop bas, le capitaine a poursuivi l'approche, conduisant à l'accident. |
| 24 août 2004      | RA-65080               | Buchalki, Russia                            | 44/44           | Quarante-et-une minutes après son décollage de l'Aéroport de Moscou-Domodedovo, l'avion a disparu des radars. Des témoins ont rapporté avoir vu une explosion dans le ciel, et l'épave a été localisée peu de temps après. Une enquête ultérieure a révélé que l'avion avait été détruit par une bombe terroriste, comme un Tu-154 le même jour.                                                 |
| 17 mars 2007      | RA-65021               | Samara, Russie                              | 6/57            | Un Tu-134 d'UTair s'est écrasé à environ 400 mètres avant la piste par mauvais temps en raison d'une erreur de contrôle de la circulation aérienne. L'avion a ensuite rebondi et s'est retourné. |
| 20 juin 2011      | RA-65691               | Petrozavodsk, Karelia, Russia               | 47/52           | Après des problèmes techniques en tentant d'atterrir dans un épais brouillard et incapable d'atteindre l'aéroport de Petrozavodsk, le Vol RusAir 9605 a tenté d'atterrir sur une route à 2 km de l'aéroport à 1955 UTC (2355 MSD). L'avion s'est renversé et a pris feu après avoir heurté le sol. Selon certaines spéculations, le pilote a pu se tromper et prendre l'autoroute pour la piste. |
| 28 décembre 2011  | EX-020                 | Och, Kyrgyzstan                             | 0/79            | L'avion appartenait à la Kirghizistan Air Company. Un atterrissage difficile dans des conditions météorologiques marginales conduit une aile à cisailler. L'avion a quitté la piste où il s'est retourné sur un de ses côtés. Un incendie a alors commencé sans faire de victimes,. |